# تنمية منخفضة الأثر (المملكة المتحدة)
عُرّفت التنمية منخفضة الأثر (إل آي دي) بأنها «التنمية التي من خلال تأثيرها البيئي السلبي المنخفض إما تعزز أو لا تقلل من الجودة البيئية بشكل كبير».
أدى التفاعل بين المطورين المحتملين وسلطات التخطيط في المملكة المتحدة منذ ثمانينيات القرن العشرين إلى مجموعة متنوعة من التطورات الفريدة والمتكيفة محليًا، والتي غالبًا ما تستخدم المواد الطبيعية والمحلية والمستصلحة في توفير مساكن منخفضة التكلفة للغاية أو منخفضة أو معدومة الكربون. غالبًا ما تسعى هذه الأغطية إلى الاكتفاء الذاتي من ناحية إدارة النفايات والطاقة والمياه والاحتياجات الأخرى.
هناك العديد من الأمثلة على (إل آي دي إس) في جميع أنحاء المملكة المتحدة، وقد أدركت السلطات المحلية والوطنية الحاجة إلى إدراج المفهوم في استراتيجيات التخطيط.

## التعريف
التنمية منخفضة الأثر (إل آي دي)، بالمعنى البريطاني للمفهوم، وصفها سيمون فيرلي، محرر سابق لمجلة ذا إيكولوجست، في عام 1996 بأنها: «التطور الذي من خلال تأثيره المنخفض إما يعزز أو لا يقلل بشكل كبير من جودة البيئة» كتب فيرلي فيما بعد:
«لم يكن المصطلح ولا المفهوم جديدًا، فقد عاش الناس أنماط حياة منخفضة التأثير في المباني منخفضة التأثير لعدة قرون؛ بل وعاش معظم الناس في العالم بهذه الطريقة حتى وقت قريب جدًا».
في عام 2009، راجع فيرلي تعريفه لـ (إل آي دي) على أنه: «التنمية التي، بحكم تأثيرها البيئي المنخفض أو الحميد، قد يُسمح بها في المواقع التي لا يُسمح فيها بالتنمية التقليدية». وشرح ما يلي:
«أنا أفضل هذا التعريف المنقح لأن الملفوف فيه هو الحجة الرئيسية؛ أن المباني منخفضة التأثير لا يجب أن تكون ملزمة بالقيود اللازمة لحماية الريف من التطور «التقليدي» عالي التأثير - المعروف أيضًا باسم زحف الضواحي. هناك حجتان أساسيتان أخريان لصالح (إل آي دي): أن بعض أشكال سياسة الاستثناء ضرورية لأن السكن التقليدي في الريف المحمي من الامتداد يصبح باهظ الثمن بالنسبة للأشخاص الذين يعملون هناك؛ و(2) قريبًا سيتعين علينا جميعًا أن نعيش أنماط الحياة منخفضة التأثير أكثر استدامة، لذلك ينبغي تشجيع الرواد».
وقد توسع آخرون بشأن التعريف. أقرت دراسة أجرتها جامعة غرب إنجلترا بأن: «(إل آي دي) عادة ما تكون مرتبطة بشكل متكامل بإدارة الأراضي وبقدر ما يصف التطور المادي، فإن (إل آي دي) تصف أيضًا شكلًا من أشكال المعيشة». ومع ذلك، فإنه ينص أيضًا على أنه نظرًا لأن (إل آي دي) هو «شكل من أشكال التطور متعدد الخصائص والمتكامل جوهريًا»، فإن تعريفًا بسيطًا لا يمكنه التقاط معنى (إل آي دي) ويستمر في تطوير «تعريف موضوعي مفصل بمعايير تفصيلية».
عقد الدكتور لارتش ماكسي في عام 2013 السمات الرئيسية لـ (إل آي دي) لتكون:
- تكييف محلي ومتنوع وفريد من نوعه.
- على أساس الموارد المتجددة.
- مقياس مناسب.
- غير مزعج بصريًا.
- يعزز التنوع الأحيائي.
- يزيد من وصول الجمهور إلى الأماكن المفتوحة.
- يولد حركة مرور قليلة.
- مرتبط بسبل العيش المستدامة.
- منسقة بخطة إدارة.

## أمثلة

### ويلز
كان منزل المستقبل في كارديف، الذي انتُهي من بنائه في عام 2000، في الأصل عرضًا لأحدث تقنيات المباني الخضراء، وتحول لاحقًا إلى مركز تعليمي. مُنح المنزل ذو التصميم الدائري (مجتمع بريثدير ماور المتعمد، في نيوبورت، في بيمبروكيشاير) إذن تخطيط في عام 2008 مع مراجعة خلال 3 سنوات. تُعد قرية لامّاس البيئية القابعة غرب ويلز (بالقرب من كرايمايتش، في بيمبروكيشاير)، مجتمعًا من الأسر المستقلة خارج الشبكة التي بدأت في عام 2009. يُعد منزل بول بروغا ذو التصميم الدائري تطويرًا بُني دون إذن تخطيط في عام 2012، ورفض إذن التخطيط بأثر رجعي في عام 2014، ولكن مُنح الإذن ببناءه في يوليو 2015، بعد أن استوفى متطلبات سياسة تطوير الكوكب الواحد (أو بي دي) التابعة للحكومة الويلزية. من عام 2010 وحتى عام 2019، جرت الموافقة على 24 طلبًا في ويلز، ومعظمها في بيمبروكيشاير، ولكن كان هناك انتقاد لعدم مراقبة التطورات بشكل صحيح للامتثال لـ (أو بي دي) في جوهرها «يمكن للمطورين إظهار أنه يمكنهم تقديم دخل أساسي من الأرض وتوفير كل طاقتهم ومياههم». وفقًا لبي بي سي، في عام 2019، كان هناك 41 مسكنًا مسجلًا تابعًا لـ (أو بي دي) في ويلز، مع عالم مناخ يدعي أن هناك مجالًا، من ناحية الأراضي المتاحة، للوصول إلى 10000 من هذه التطورات.
في عام 2017، استُخدم مصطلح «القرية البيئية» لوصف بينتر سولار، وهو عبارة عن تطوير لستة منازل في غلانريد بالقرب من لانتود، في بيمبروكيشاير باستخدام الأخشاب المحلية المصدر والطاقة الشمسية والنقل الكهربائي المشترك، صُمم المشروع للسكان المحليين الموجودين على قائمة انتظار إسكان المجلس، وبدعم من حكومة ويلز. كان هذا أول مشروع من هذا النوع في ويلز، وربما في المملكة المتحدة، وقد أُنشئ بواسطة ويسترن سولار، الشركة التي أنشأت أول حديقة شمسية في ويلز، في روسيغيلوين في روشيل.

## سياسة الحكومة
أدى الاهتمام البحثي الواسع في (إل آي دي)، مدعومًا بالأمثلة العملية لـ (إل آي دي إس) الموجودة، إلى عدد متزايد من سياسات التخطيط في المملكة المتحدة المصممة للسماح لـ (إل آي دي إس)، وسياسة تطوير الكوكب الواحد التابعة لحكومة الجمعية الوطنية الويلزية (أو بّي دي) والتي يدعمها مجلس الكوكب الواحد المستقل. كان التطور الأول الذي حصل على إذن تخطيط دائم بموجب مخطط مجلس الكوكب الواحد هو نانت - واي - كوم، بالقرب من كايرفيلي. تشمل معايير (أو بّي دي) في ويلز شرط أن 65 % من جميع الكفاف، أو 30 % من الطعام و 35% من سبل العيش، تأتي من الأرض.